# Cruriopsis cognata
Cruriopsis cognata är en fjärilsart som beskrevs av Jordan 1912. Cruriopsis cognata ingår i släktet Cruriopsis och familjen nattflyn. Inga underarter finns listade i Catalogue of Life.